# Ребург-Локум
Ребург-Локум (на немски: Rehburg-Loccum) е град в окръг Нинбург в Долна Саксония, Германия, с 10 144 жители (към 31 декември 2013) и площ 99,99 km². Намира се на езерото Щайнхудер мер и на ок. 50 km северозападно от Хановер.
През 1974 г. градът се основава от град Ребург и околните села. Състои се от 5 части:
- Бад Ребург
- Винцлар
- Локум
- Мюнхехаген
- Ребург